# Двурогая сепиола
Двурогая сепиола, или чочин-ика (лат. Lusepiola birostrata) — вид мелких прибрежных головоногих моллюсков из семейства сепиолид (Sepiolidae).

## Описание
Общая длина тела двурогой сепиолы до 5 см, длина мантии до 2,2 см, вес около 5,5 г. Ночью двурогая сепиола светится. Свечение в виде яркого нимба окружает тело моллюска. На брюшной стороне тела под мантией у сепиолы имеется мицетом — большой пузырек-камера двурогой формы, заполненный светящимися симбиотическими бактериями. Он лежит на чернильном мешке, покрывая его целиком. Спасаясь от преследования, сепиола мечет в хищника светящуюся жидкость, которая вспыхивая ярким облаком ослепляет нападающего, давая моллюску возможность укрыться в безопасном месте.

## Ареал и места обитания
Обитает в северо-западной части Тихого океана, восточной части Охотского моря, Японском и Восточно-Китайском морях от побережья Камчатки и Курильских островов на севере до Тайваня на юге. Встречается на глубинах до 100—200 м.

## Образ жизни и питание
Двурогая сепиола — хищник, питается мелкими ракообразными, типа мизид. Как и многие представители подсемейства Sepiolinae является донным животным; день проводит зарывшись в мягкий донный грунт, а ночью покидает убежище в поисках пищи. Живет один год.

## Размножение
Нерест с апреля по июнь включительно. Самка откладывает до 192 яиц, диаметр яйца составляет 2,5 мм.